# Taragudo
Taragudo – gmina w Hiszpanii, w prowincji Guadalajara, w Kastylii-La Mancha, o powierzchni 6,42 km². W 2011 roku gmina liczyła 43 mieszkańców.